# Lac Kamikikanikamacik
Lac Kamikikanikamacik är en sjö i Kanada.   Den ligger i regionen Lanaudière och provinsen Québec, i den sydöstra delen av landet, 240 km nordost om huvudstaden Ottawa. Lac Kamikikanikamacik ligger 442 meter över havet. Arean är 0,38 kvadratkilometer. Den ligger vid sjöarna  Lac Desaulniers Lac Pactone och Lacs Kaopwiskotimakak. Den sträcker sig 1,0 kilometer i nord-sydlig riktning, och 1,1 kilometer i öst-västlig riktning.
I omgivningarna runt Lac Kamikikanikamacik växer i huvudsak blandskog. Trakten runt Lac Kamikikanikamacik är nära nog obefolkad, med mindre än två invånare per kvadratkilometer.